# Stethoperma
Stethoperma es un género de escarabajos longicornios de la subfamilia Lamiinae. Fue descrito por Auguste Lameere en 1884.

## Especies
- Stethoperma batesi Lameere, 1884
- Stethoperma candezei Lameere, 1884
- Stethoperma duodilloni Gilmour, 1950
- Stethoperma flavovittata Breuning, 1940
- Stethoperma multivittis Bates, 1887
- Stethoperma obliquepicta Breuning, 1940
- Stethoperma zikani Melzer, 1923